# همایون سمیعی
همایون سمیعی سفیر و دیپلمات سابق ایرانی است. سمیعی از از شهریور ۱۳۴۴ تا تیر ۱۳۴۶ سفیرکبیر ایران در لهستان بود. از مرداد ۱۳۴۶ تا شهریور ۱۳۴۸ سفیر ایران در دانمارک بود. او پیش از آن ریاست اداره امور اقتصادی وزارت امور خارجه را بر عهده داشت. در سال ۱۳۵۰ او به معاونت وزارت امور خارجه منصوب شد. او در نوامبر ۱۹۷۸ سفیر ایران در افغانستان بود.